# Microporella neocribroides
Microporella neocribroides är en mossdjursart som beskrevs av James Dick och Ross 1988. Microporella neocribroides ingår i släktet Microporella och familjen Microporellidae. Inga underarter finns listade i Catalogue of Life.